# Mahasthamaprapta

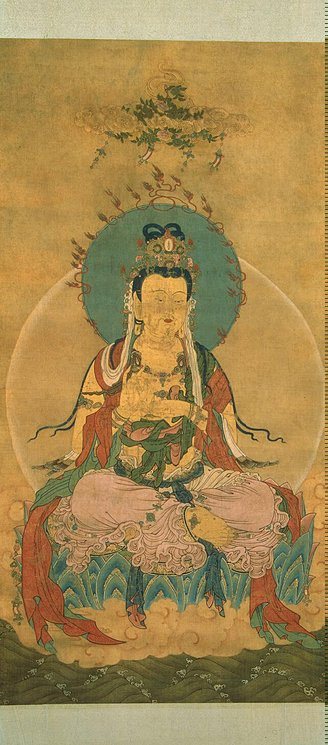
O pictură chinezească a lui Mahasthamaprapta.

Mahasthamaprapta este un bodhisattva din Budismul Mahayana , care reprezintă înțelepciunea tuturor Buddha . În budismul est-asiatic , este reprezentat ca o femeie , de multe ori prezentă într-o trinitate alături de Buddha Amida și de bodhisattva Avalokiteśvara , bodhisattva al milei și compasiuni . Această iconografie este prezentă mai ales în școala Pământului Pur .
Mahasthamaprapta este unul dintre cei opt mari bodhisattva ai budismului Mahayana . De asemenea , este unul dintre Cei Treisprezece Buddha ai sectei Shingon , din Japonia . În budismul tibetan , Mahasthamaprapta este asimilată cu bodhisattva Vajrapani, fiind considerat una din încarnările ei și un protector al lui Buddha .
Mahasthamaprapta este unul dintre cei mai vechi bodhisattva și unul dintre cei mai puternici și mai venerați , mai ales în secta Pmântului Pur unde are un rol important în timpul citiri sūtrei Vieții Infinite . Ea este de asemenea asociată cu Niō , gardienii templelor din Japonia .
În sūtra Shurangama , este povestit cum Mahasthamaprapta a câștigat iluminarea prin practicile de recitare a sutrelor și prin credința deplină în ajutorul lui Buddha Amida . În sūtra Contemplarea , Mahasthamaprapta este asociată cu luna , în timp ce Avalokiteśvara este asociată cu soarele .